# Gubernia gruzińska
Gubernia gruzińska (ros. Грузи́нская губе́рния) - jednostka administracyjna Imperium Rosyjskiego istniejąca w latach 1801-1840 na ziemiach dzisiejszej wschodniej Gruzji.
Z mocy traktatu gieorgijewskiego od 1783 wschodniogruzińskie królestwa Kartlii i Kachetii stanowiły rosyjski protektorat. Ukazem cara Pawła I z 8 stycznia 1801 ziemie te zostały anektowane przez Rosję, a w miejsce wasalnych królestw powołano gubernię gruzińską z siedzibą władz w Tyflisie (Tbilisi). Po pokoju bukareszteńskim w 1812 do guberni gruzińskiej przyłączono część ziem zachodniej Gruzji wywalczoną przez Rosję od imperium osmańskiego. Po uzyskaniu przez Rosję kolejnych nabytków terytorialnych na Kaukazie Południowym w 1840 gubernia gruzińska została włączona do nowo utworzonej guberni gruzińsko-imeretyńskiej.
W latach 1801–1812 gubernia gruzińska składała się z pięciu powiatów (ujezdów):
1. gorijski (Gori),
2. duszecki (Duszeti),
3. lorijski (Lori),
4. sygnachski (Signachi),
5. telawski (Telawi).